# Большой Сим
Большой Сим — река в России, протекает по Соликамскому району Пермского края. Устье реки находится в 115 км от устья Глухой Вильвы по правому берегу. Длина реки составляет 43 км. В 3,9 км от устья принимает по левому берегу реку Малый Сим.
Исток реки в отрогах Северного Урала в 18 км к северо-востоку от посёлка Сим. Река имеет крайне извилистое русло и многократно меняет направление течения. От истока течёт сначала на северо-запад, затем поворачивает на юг, юго-запад и запад. Всё течение проходит по ненаселённому, местами заболоченному лесному массиву. Притоки — Малый Сим, Ильичёвка, Каменка, Большая (левые); Мекшер, Талица (правые). Впадает в Глухую Вильву у посёлка Сим.

## Данные водного реестра
По данным государственного водного реестра России относится к Камскому бассейновому округу, водохозяйственный участок реки — Кама от водомерного поста у села Бондюг до города Березники, речной подбассейн реки — бассейны притоков Камы до впадения Белой. Речной бассейн реки — Кама.
Код объекта в государственном водном реестре — 10010100212111100005430.